# Centy
Centy (c) (fr. centi-, z łac. centum – „sto”) – przedrostek jednostki miary oznaczający mnożnik 0,01 = 10-2 (jedna setna).

## Najczęstsze zastosowania
- 1 cl (centylitr) = 0,01 l
- 1 cm (centymetr) = 0,01 m
- 1 cP (centypuaz) = 0,01 P = 0,001 Pa·s